# Atrichozancla gymnopalpa
Atrichozancla gymnopalpa is een vlinder uit de familie van de Lecithoceridae. De wetenschappelijke naam van de soort is voor het eerst geldig gepubliceerd in 1963 door Janse.